# Cerkiew św. Mikołaja w Moskwie (Podkopajewskij pierieułok)
Cerkiew św. Mikołaja – prawosławna cerkiew w Moskwie, w Białym grodzie, w rejonie Basmannyj. Należy do dekanatu Objawienia Pańskiego eparchii moskiewskiej miejskiej Rosyjskiego Kościoła Prawosławnego.

## Historia

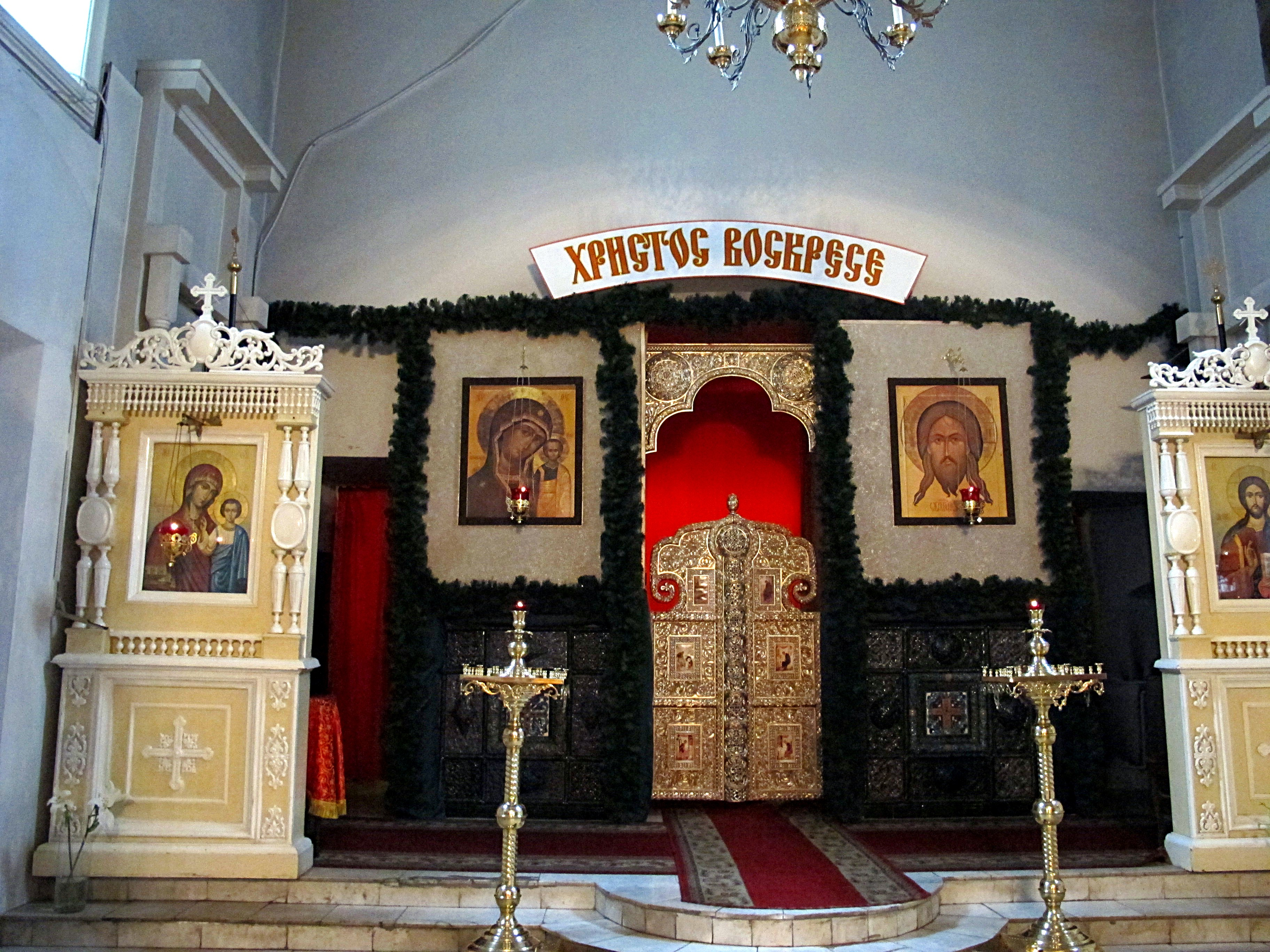
Ikonostas

Cerkiew została wzniesiona w 1625 na miejscu świątyni z 1494. Należała do monasteru św. Jana Chrzciciela w Moskwie. Siedemdziesiąt pięć lat później została przebudowana, zaś w latach 1750–1759 wzniesiono przy niej wolno stojącą dzwonnicę. Powiększono również obszerny przedsionek z ołtarzami bocznymi; koszty inwestycji pokryły dobrowolne ofiary parafian. Cerkiew została poważnie uszkodzona podczas pożaru Moskwy w 1812 i nie została odnowiona po zakończeniu działań wojennych. W 1855 Rosyjski Kościół Prawosławny udostępnił ją Patriarchowi Aleksandryjskiemu z przeznaczeniem na oficjalne przedstawicielstwo. Budynek został odbudowany w 1858 według projektu Nikołaja Kozłowskiego, w stylu barokowym. Odnowiona cerkiew nie była dokładną kopią świątyni sprzed 1812. Powstała cerkiew na planie prostokąta, z jedną kopułą zwieńczoną sześciokątną latarnią, wolno stojącą dzwonnicą i trzema ołtarzami: głównym Kazańskiej Ikony Matki Bożej oraz bocznymi Sergiusza z Radoneża oraz patrona całego obiektu, nad którymi umieszczono małe cebulaste kopułki. W 1887 przy cerkwi wzniesiono dodatkowo czasownię.
Cerkiew została zamknięta po 1917 (w 1929 zlikwidowano także czasownię) i zaadaptowana na fabrykę wyrobów polietylenowych. Całkowicie zmieniono wówczas układ wnętrza, dzieląc je na piętra. Zniszczono również cerkiewną kopułę i mniejsze kopułki nad ołtarzami bocznymi. Rosyjski Kościół Prawosławny odzyskał obiekt w 1990.